# Bruno Gebhardt
Bruno Gebhardt, född 9 oktober 1858 och död 13 februari 1907, var en tysk historiker. Gebhardt har förutom olika specialarbeten, bland annat W. v. Humboldt als Staatsmann (2 band 1896-99) utgett Handbuch der deutschen Geschichte (2 band 1892; 7:e upplagan 2 band 1930-31).